# Dizimieu
Dizimieu is een gemeente in het Franse departement Isère (regio Auvergne-Rhône-Alpes) en telt 568 inwoners (2004). De plaats maakt deel uit van het arrondissement La Tour-du-Pin.

## Geografie
De oppervlakte van Dizimieu bedraagt 9,7 km², de bevolkingsdichtheid is 58,6 inwoners per km².
De onderstaande kaart toont de ligging van Dizimieu met de belangrijkste infrastructuur en aangrenzende gemeenten.

## Demografie
Onderstaande figuur toont het verloop van het inwonertal (bron: INSEE-tellingen).